# Ꭲ
Cette page contient des caractères spéciaux ou non latins. S’ils s’affichent mal (▯, ?, etc.), consultez la page d’aide Unicode.
Ne doit pas être confondu avec la lettre latine T.
Ꭲ (minuscule ꭲ), appelé i, est une lettre du syllabaire cherokee. Sa graphie est inspirée de la lettre latine T.

## Représentations informatiques
Le i peut être représenté avec les caractères Unicode (cherokee, supplément cherokee) suivants, :
| lettres   | représentations | chaînes de caractères | points de code | descriptions                |
| --------- | --------------- | --------------------- | -------------- | --------------------------- |
| majuscule | Ꭲ               | Ꭲ                     | U+13A2         | lettre cherokee i           |
| minuscule | ꭲ               | ꭲ                     | U+AB72         | lettre minuscule cherokee i |